# Isicabu kombo
Espèce
Isicabu kombo est une espèce d'araignées aranéomorphes de la famille des Cyatholipidae.

## Distribution
Cette espèce est endémique de Tanzanie. Elle se rencontre dans les monts Usambara.

## Description
Le mâle holotype mesure 3,15 mm et la femelle paratype 3,23 mm.

## Publication originale
- Griswold, 2001 : A monograph of the living world genera and Afrotropical species of cyatholipid spiders (Araneae, Orbiculariae, Araneoidea, Cyatholipidae). Memoirs of the California Academy of Sciences, vol. 26, p. 1-251 (texte intégral).